# Салмакида

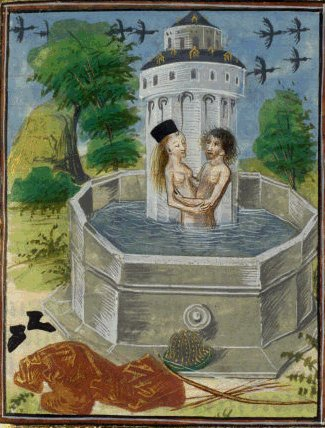
Салмакида и Гермафродит

Салмаки́да (Салма́ция) — персонаж древнегреческой мифологии, нимфа, жившая при источнике в Карии, у которого в своё время останавливался отдохнуть и освежиться в водоёме Гермафродит. Нимфа, прильнув к красавцу-юноше в воде, слилась с ним в одно существо.
Миф о ней изложил Публий Овидий Назон в «Метаморфозах». Девушка обладала чарующей внешностью, сочетающейся в ней с неистребимой ленью. Другие нимфы, вооружась копьями и луками, увеселяли себя охотой; Салмакида превыше всего ценила «нерушимый покой». Купаться в источнике, расчесывать роскошные волосы, убирать голову цветами, любуясь собою в зеркале вод, — других занятий она не желала. «Почто во праздности свою ты младость губишь?» — наперебой укоряли её подруги. Но успеха не имели.
Согласно позднейшей традиции, источник в Галикарнасе, где это произошло, способствовал изнеженности тех, кто пьёт из него.

## Салмакида в поздней культуре
Французский скульптор XVIII—XIX вв. Франсуа Жозеф Бозио создал мраморное изваяние нимфы Салмакиды, оригинал которого экспонируется в Лувре. Копию этой скульптуры представляет собой приз «Золотая Нимфа», вручаемый победителям Телевизионного фестиваля в Монте-Карло, основанного в 1961 году.
В 1992 году вышел российский короткометражный мультфильм «Нимфа Салмака» режиссёра А. А. Петрова.
Миф о Салмакиде и Гермафродите использован в композиции британской группы Genesis «Fountain Of Salmacis» («Фонтан Салмакиды»), вошедшей в альбом 1971 года «Nursery Cryme».